# کامفیروز
کامفیروز شهری در استان فارس و مرکز بخش کامفیروز در شهرستان مرودشت است.

## مردم
ساکنان این شهر متشکل از ۱۰۵۷ خانوار بوده است. از این تعداد ۱۹۳۲ تن مرد و ۱۷۸۱ تن زن بوده است.

## پیشینه تاریخی
اولین منبع تاریخی که نام کامفیروز در آن آورده شده است، کتاب فارسنامه ابن بلخی است که بین سال‌های ۴۹۸ تا ۵۱۱ ه‍.ق نگارش شده است و دربارهٔ کامفیروز چنین می‌نویسد:

ناحیتی است بر کنار رودکر و بیشه‌ای عظیم است. همه درختان بلوط و زعرور و بید و معدن شیران است. چنان‌که هیچ جای مانند آن شیران نباشد به شرزه و چیرگی و هوای آن سردسیر است به اعتدال و آب از رود است. آبی خوشگوار و حومهٔ آن تیرمایجان است و بیشتر دیه‌های آن خراب است.

همچنین در کتاب معجم البلدان نوشته یاقوت حموی (جغرافی‌دان و تاریخ‌نویس عرب‌زبان) که بین سال‌های ۶۱۵ تا ۶۲۱ ه‍.ق نگارش شده است نام کامفیروز آورده شده است و در جمله کوتاهی دربارهٔ آن می‌نویسد: «جایی است در فارس»
در سایر منابع تاریخی، کامفیروز به صورت زیر آمده است:
- جایی است به فارس در بالای مرودشت. (سرزمین‌های خلافت شرقی)
- نام ولایتی است از فارس. (برهان) (آنندراج)
- بطول ۵۴ و عرض ۳۰ کیلومتر از شمال محدود به چهاردانگه و از مشرق برامجرد، از جنوب به بیضا و از مغرب به ممسنی، جمعیت آن ۶۰۰۰ تن و مرکز آن مهجن آباد و دارای ۳۳ قریه است. (حاشیهٔ برهان از ص ۲۲۷ جغرافیایی سیاسی کیهان)
- نام شهری بوده به فارس از ابنیهٔ فیروز جد انوشیروان چون سال‌ها باران نمی‌آمد و او به دعای باران رفته در آن سرزمین باران ببارید و کام او برآمد آنجا شهری ساخته و کافیروز نام نهاد. در آب ریزان نوشته شد و کامفیروز ناحیتی است بر کنار بیشهٔ عظیم که درختان بلوط و بید و زعرور بسیار دارد و آن بیشه معدن شیران شرزه است و هوای آن سردسیر نزدیک به اعتدال است و آب آن خوشگوار و از رود است. و نهر کامفیروز ازبیضا و مرودشت و کربال گذشته به بحیرهٔ بختگان که در میان نیریز و خَبر است می‌ریزد و بند امیر عضدالدوله در این رود است. (از آنندراج)
- وسعت و حدود ۹ فرسنگ است. طول آن ۵۴ کیلومتر و عرض آن ۳۰ کیلومتر. از شمال به بلوک چهاردانگه، از مشرق به بلوک رامجرد، از جنوب به بلوک بیضا، از مغرب به ناحیهٔ ممسنی محدود می‌شود. هوای آن معتدل محصولاتش غلات و برنج است. جمعیت آن ۶۰۰۰ تن است، مرکزش پالنگری مشتمل بر ۳۳ قریه است. (جغرافیای غرب ایران ص ۱۱۰)
- نام یکی از دهستانهای هشتگانهٔ بخش اردکان شهرستان شیراز. حدود و مشخصات آن بقرار زیر است: از شمال شهرستان آباده و گردنهٔ غلام کشته، از خاور و شمال خاوری دهستان ایرج، از باختر به دهستان‌های حومه اردکان و کمهر و کاکان، از جنوب به دهستان‌های رامجرد و بیضا و حومه. این دهستان در شمال خاوری بخش واقع و هوای آن معتدل است و از رودخانه‌های کروشول و بستانک و چشمه سارهای متعدد مشروب می‌شود. موقعیت: دامنه و جلگه است. محصولاتش غلات، حبوبات، برنج، لبنیات. اهالی به کشاورزی و گله داری گذران می‌کنند. از صنایع دستی قالی و گلیم بافی است. از ۴۶ آبادی بزرگ و کوچک تشکیل شده و دارای ۹۰۰۰ تن سکنه می‌باشد. آبادیهای مهم آن عبارتند از: خانی من بکیان، مهجن آباد، تل سرخ، پالانگری نو، بی مور، شول پلنگی، شول بزرگ، شور دلخان، ساران سیدمحمد. راه فرعی پل خان بخانی من از وسط این دهستان کشیده شده و به اغلب قراء آن با اتومبیل می‌توان رفت (از فرهنگ جغرافیایی ایران ج ۷)

شهر کامفیروز در سال‌های گذشته به نام مشهد و بیلو شناخته می‌شد. دلیل این نام‌گذاری این بود که دو روستای مشهد و بیلو به هم نزدیک بوده‌اند و با توسعه این دو روستا و افزایش وسعت آن‌ها، به تدریج به هم متصل شده و پس از آن به نام مشهد و بیلو شناخته می‌شود.

### زمان قاجار
در زمان قاجار، بخش کامفیروز به صورت نظام ارباب رعیتی و توسط خوانین اداره می‌شد. این خوانین یا به صورت موروثی املاکی را در کامفیروز در اختیار داشتند یا توسط حاکمان یا وزیران فارس انتخاب می‌شدند. در این زمان کامفیروز با ناامنی و فقر شدیدی روبرو بود و به دلیل غارت‌ها، قحطی‌های زیادی به وجود می‌آمد. مردم در آبادی‌های کامفیروز از طرفی با هجوم و غارت گاه و بیگاه راهزنانی از طوایف گوناگون و از طرفی با کشمکش و درگیری‌های خاندان‌های سیاسی، طوایف مختلف و خوانین بر سر تصرف اراضی و کنترل این منطقه مواجه بود. به صورتی که درگیری‌های زیادی بین خوانین گماشته‌شده از طرف صولت‌الدوله (اسماعیل خان قشقایی، ایلخان ایل قشقایی) و خوانین گماشته‌شده از طرف قوام‌الملک (محمدرضا خان قوام‌الملک شیرازی، کلانتر ایلات خمسه) شکل می‌گرفت.
از جمله خان‌های طرفدار قوام‌الملک، محمدعلی خان کشکولی بود که درگیری‌های مداومی با صولت‌الدوله داشت، به طوری که در کتاب «کامفیروز، دیروز و امروز» در مورد این درگیری‌ها چنین آمده است:

محمدعلی خان یک گروه جنگی کارکشته و تفنگ‌چی‌های زیاد در اطراف خود داشت. هر جا جنگ داشت آن‌ها را اعزام می‌کرد تا برایش بجنگند. سرگروه‌های جنگی محمدعلی خان ۳ نفر به نام‌های خوب‌یار بگ، خم‌کار بگ و عبدالله بگ بود. حسین‌خان فارسی‌مدان هم ۸–۹ پسر داشت، هر جا لازم بود، خود و بچه‌هایش برای محمدعلی خان کشکولی می‌جنگیدند.
در آن طرف هم صولت‌الدوله برای خودش قدرتی بود، محمدعلی خان بیلو را محکم گرفته بود و صولت‌الدوله مهجن‌آباد را. هرگاه صولت‌الدوله در مهجن‌آباد می‌آمد یک حمله‌ای به بیلو ترتیب می‌داد تا رعیت محمدعلی خان را از این‌جا خارج نموده و افراد خود را جایگزین کند و می‌خواست زمین‌های محمدعلی خان را به زور بگیرد.

منظور از بیلو در این‌جا روستای بیلو است که بعداً با روستای مشهد به هم می‌پیوندند و روستای مشهد و بیلو را تشکیل می‌دهند. این روستا بعد از انقلاب به شهر کامفیروز تغییر نام می‌دهد.

### زمان پهلوی
در زمان پهلوی و حکومت رضا شاه پهلوی، خلع سلاح عشایر فارس آغاز شد (۱۳۰۷ هجری شمسی) و با تأسیس ژاندارمری در بخش کامفیروز، امنیت تا حد زیادی بیشتر شد و غارت‌ها به حداقل رسید. با تأسیس ژاندارمری در خانیمن درگیری‌هایی بین نیروهای دولتی و خوانین و مالکین کامفیروز رخ می‌دهد اما در مجموع این ژاندارمری نقش زیادی در افزایش امنیت کامفبروز داشته است.
در زمان حکومت محمدرضا شاه پهلوی، پروژه‌هایی برای رونق گردشگری و کشاورزی در منطقه کامفیروز صورت می‌گیرد که از مهم‌ترین آن‌ها می‌توان به احداث سد درودزن بر روی رود کر اشاره کرد که شامل مجموعه‌های تفریحی، اسکله تفریحی، هتل و … نیز بوده است. ساخت این سد با نام «سد داریوش کبیر» در سال ۱۳۵۱ پایان یافت اما در دوران پس از انقلاب به سد درودزن تغییر نام یافت. همچنین جاده درودزن به کامفیروز و جاده بیضا به کامفیروز نیز در همین دوران ساخته می‌شوند.
با انجام اصلاحات ارضی در زمان محمدرضا شاه نظام ارباب رعیتی در ایران برچیده شد و بسیاری از زمین‌ها و املاک ملاکین و خوانین در کامفیروز به مردم عادی واگذار شد. این کار با مخالفت و مقاومت خوانین مواجه شد و منجر به درگیری‌هایی بین دولت مرکزی و خوانین شد. برخی از خان‌های کامفیروز، به بهانه کمک مردم به نیروهای دولتی در تقسیم زمین‌های کشاورزی، به ضرب و شتم و قتل برخی اهالی کامفیروز پرداختند.
برخی از ادارات و تأسیسات ساخته‌شده در دوران پهلوی:
| ردیف | نام اداره                     | سال تأسیس |
| ---- | ----------------------------- | --------- |
| ۱    | پاسگاه ژاندارمری علی‌آباد سفلی | ۱۳۳۲      |
| ۲    | اداره آبیاری                  | ۱۳۳۸      |
| ۳    | منابع طبیعی و جنگل‌بانی        | ۱۳۴۲      |
| ۴    | سد درودزن                     | ۱۳۵۱      |

### پس از انقلاب
در سال ۱۳۶۲ هجری شمسی نامه‌ای به نماینده وقت مجلس شورای اسلامی و وزارت کشور با امضای بزرگان بخش و شوراهای روستایی تمام روستاهای کامفیروز نوشته می‌شود که در آن خواستار مرکزیت روستای مشهد و بیلو در بخش کامفیروز می‌شوند. در سال ۱۳۶۸ با تصویب مجلش شورای، مشهد و بیلو به عنوان مرکز بخش کامفیروز تعیین می‌شود.
در سال ۱۳۸۱ روستای مشهد و بیلو رسماً به شهر کامفیروز تغییر نام می‌دهد و در سال ۱۳۸۲ شهرداری کامفیروز تأسیس می‌شود.
برخی از ادارات و تأسیسات ساخته شده پس از انقلاب:
| ردیف | نام اداره           | سال تأسیس |
| ---- | ------------------- | --------- |
| ۱    | جهاد کشاورزی        | ۱۳۵۸      |
| ۲    | محضر ازدواج         | ۱۳۶۳      |
| ۳    | اداره پست           | ۱۳۶۷      |
| ۴    | بخشداری کامفیروز    | ۱۳۶۹      |
| ۵    | اداره آموزش و پرورش | ۱۳۷۲      |
| ۶    | بانک کشاورزی        | ۱۳۷۳      |
| ۸    | برق سراسری          | ۱۳۷۵      |
| ۹    | اداره مخابرات       | ۱۳۷۶      |
| ۱۰   | دفتر ثبت اسناد رسمی | ۱۳۸۲      |
| ۱۱   | شهرداری کامفیروز    | ۱۳۸۲      |
| ۱۲   | بیمارستان امام رضا  | ۱۳۹۷      |

## دیدنی‌ها
بهشت گمشده در روستای مهجن آباد و در ۳ کیلومتری شهر کامفیروز واقع شده که از مناظر طبیعی و بی نظیر استان فارس است. نام قدیمی بهشت گمشده، تنگ بستانک بوده است و پس از ثبت در سازمان جهانی میراث فرهنگی به نام بهشت گمشده شناخته می‌شود.
درخت‌های سر به فلک کشیده و آبهای روان و خنک زیر درختها در واقع یک بهشت واقعی را نشان می‌دهد. در بالای بهشت گمشده، روستایی به نام جیدرزار وجود دارد؛ جیدر نام نوعی پوشش گیاهی است و زار هم به معنی محل رویش است همانند بیدزار یا بنه زار. مردمان این روستای تمام سنتی تا چند سال قبل هم برق نداشته‌اند و هم‌اکنون با الاغ و چهارپایان برای رفت و آمد استفاده می‌کنند. بهشت گمشده در امتداد به تنگ شول می‌رسد و از امتداد سمت غرب به منطقه سپیدان ختم می‌شود.
کناره‌های سد درودزن که در زمین‌های این منطقه قرار گرفته و نیز آبشار «آب روا» که در ورودی بخش کامفیروز از سمت شیراز قرار دارد از دیدنی‌های منطقه هستند. علاوه بر این کامفیروز در یک جلگه وسیع واقع شده است که اطراف آن را رشته کوه‌ها و دامنه‌های پوشیده از درختان بلوط فراگرفته و دارای چشمه‌های جوشان فراوان است.
منطقه تنگ شول از یکی از منطقه های کامفیروز می‌باشد و این منطقه بسیار زیبا و تاریخی است این منطقه به چند روستا تشکیل میشود روستایی گودین روستایی کل گاه شول بزرگ شول بزی شیر محمدی پلنگی کربلایی محمد حسنی آباد تشکیل میشود